# Estepa euroasiática
La estepa euroasiática o Gran estepa es la gran ecorregión de estepa que cubre el centro del supercontinente de Eurasia con pastizales templados, sabanas y matorrales como biomas carácterísticos. Se extiende desde Moldavia a través de Ucrania hasta Siberia con un enclave importante situado en Hungría llamado Puszta. La estepa ha conectado Europa, Asia Central, China, Asia del Sur y el Oriente Medio económica, política y culturalmente a través de las rutas de comercio por tierra, especialmente la Ruta de la Seda durante la antigüedad y la Edad Media.

## Geografía

### Fauna
Parece que hay poca información acerca de la ecología esteparia antes de la venida del pastoreo nómada. Los animales primarios aquí presentes eran ovejas y cabras con menos ganado de lo habitual. Los camellos fueron utilizados en las áreas más secas para el transporte hacia el oeste hasta Astracán. Hubo algunos Yaks a lo largo del borde del Tíbet. El caballo fue domesticado por primera vez en la estepa rusa y kazaja en algún momento antes del año 3000 a. C., siendo utilizado para el transporte y la guerra.

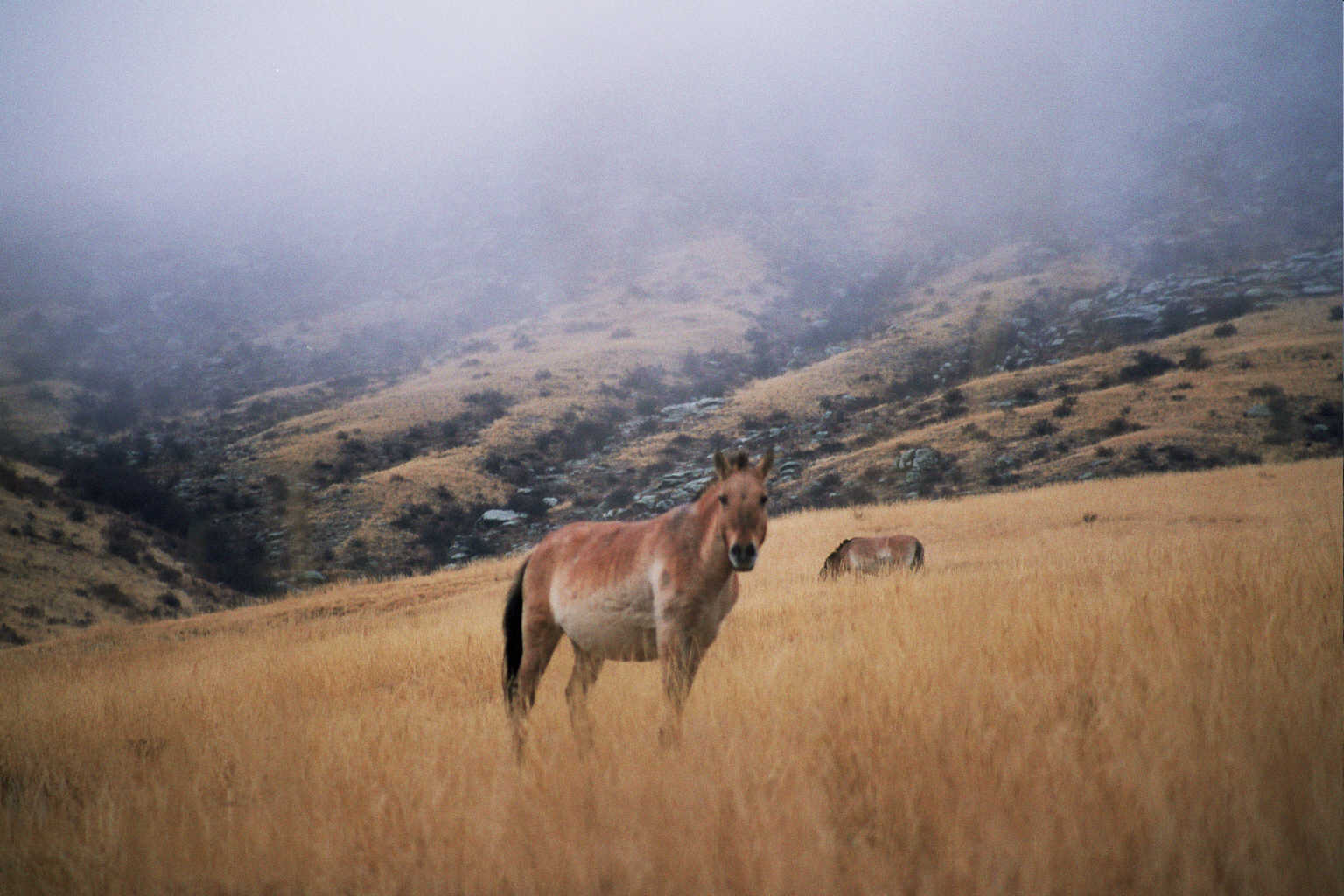
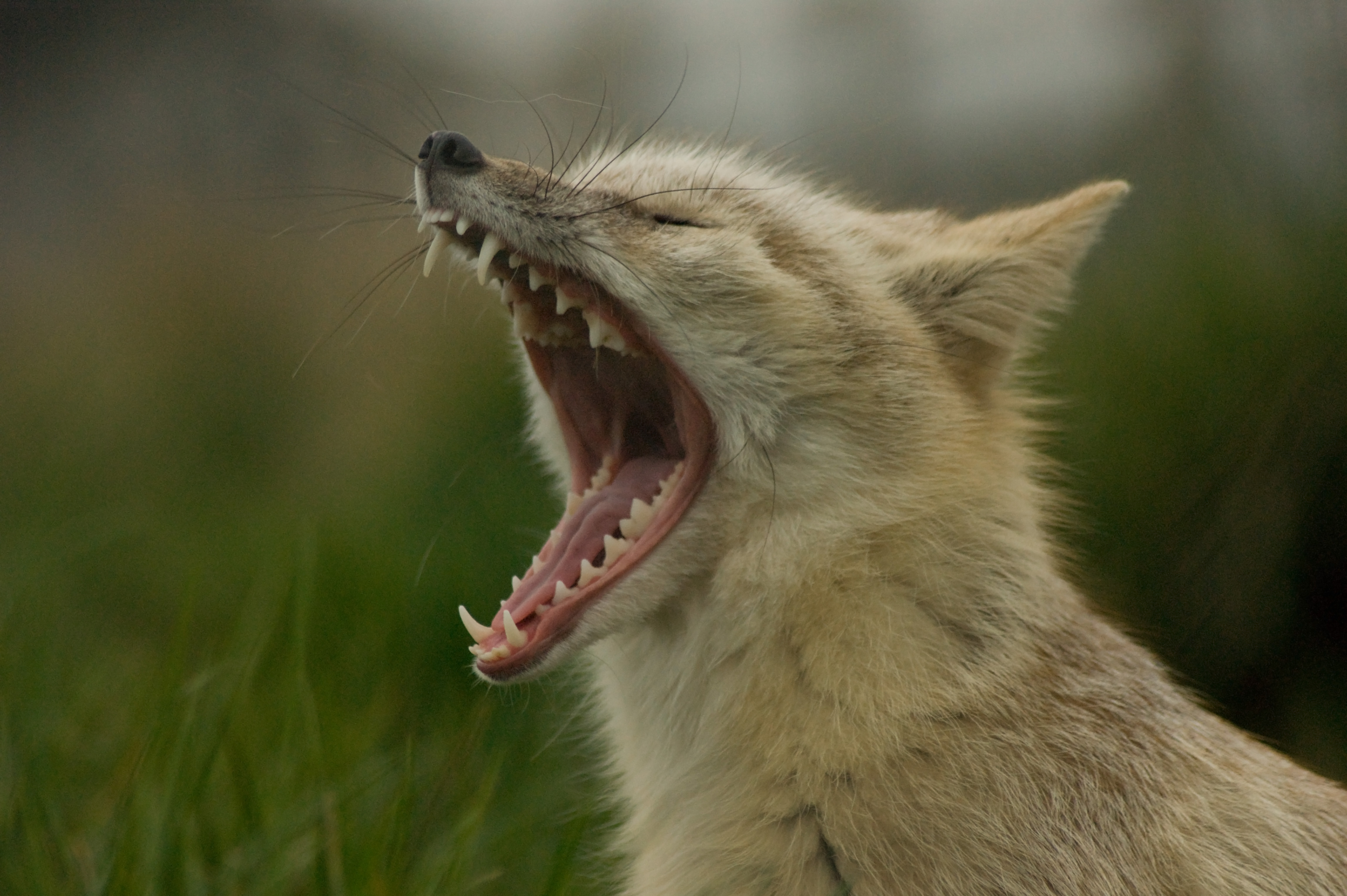
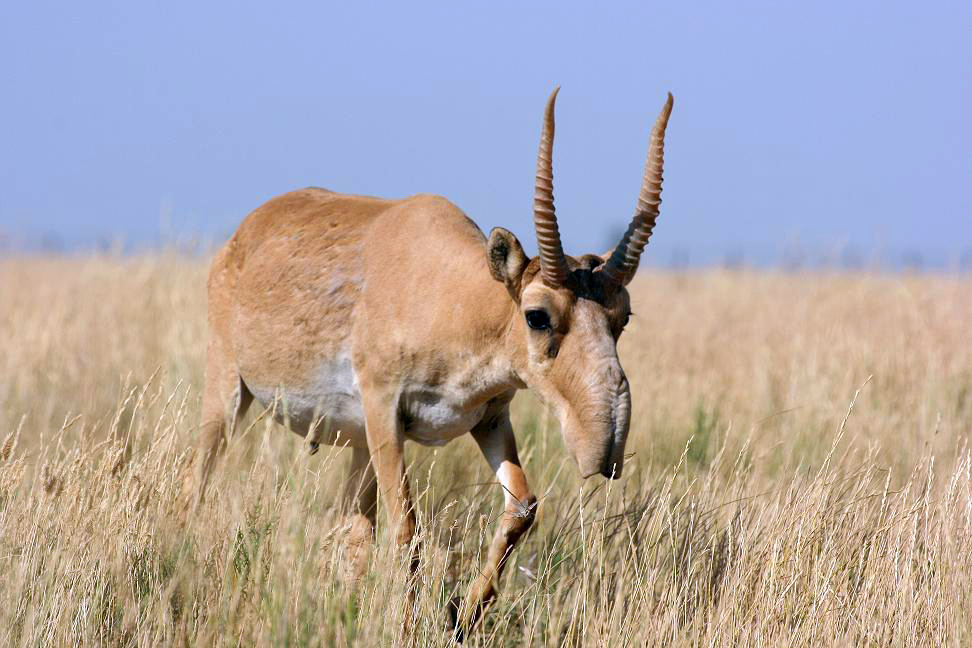
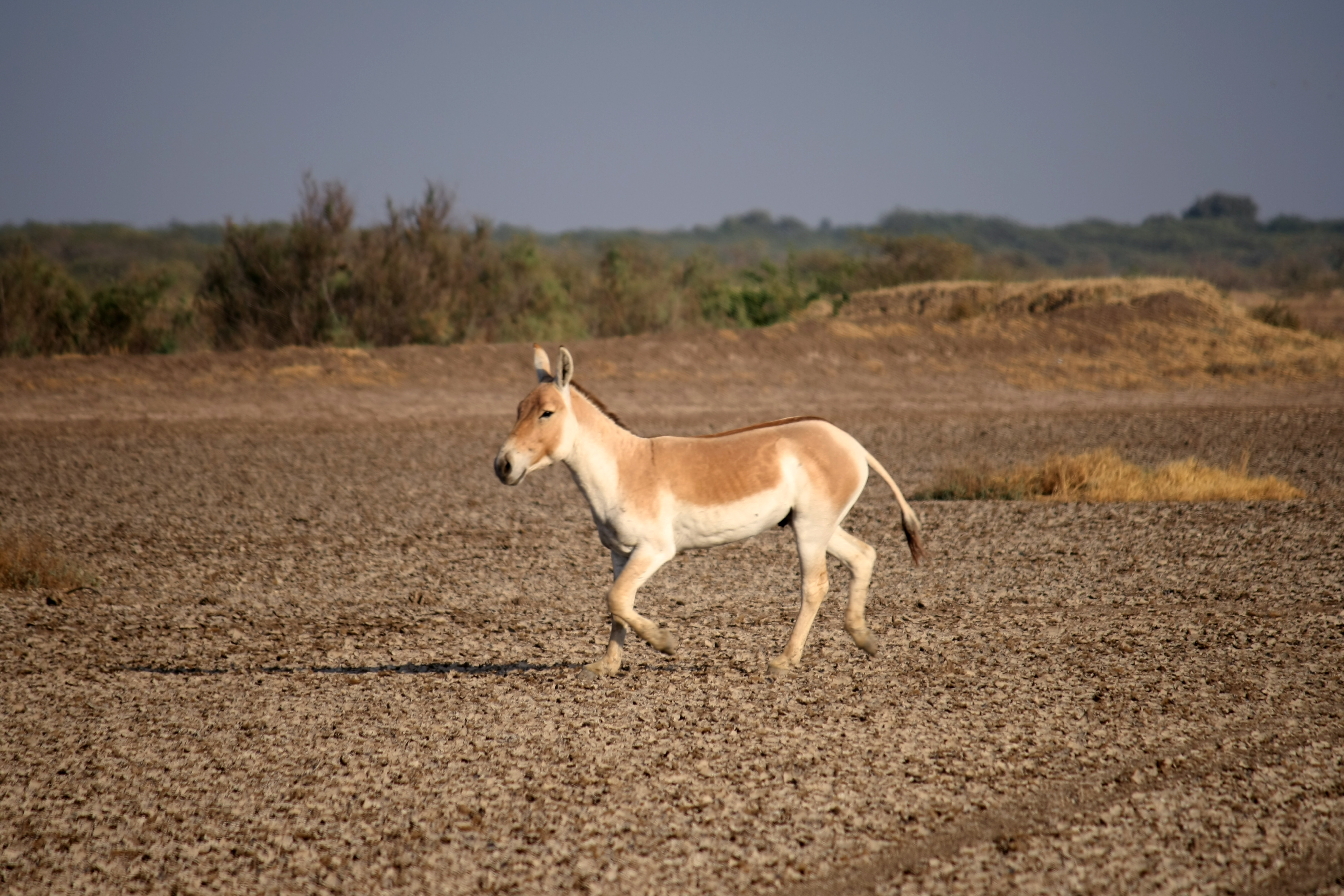

### Ecorregiones
El Fondo Mundial para la Naturaleza divide la estepa euroasiática en praderas templadas, sabanas y matorrales en una serie de ecorregiones, que se distinguen por la altitud, el clima, la lluvia, y otras características, y el hogar de comunidades y especies vegetales distintas de animales y, de hábitat y ecosistemas diferentes. Destacan:
- Estepa póntica (en Europa del Este)
- Desierto del Ryn (Kazajistán)
- Estepa de Tian Shan (en China)